# (10928) Caprara
(10928) Caprara est un astéroïde de la ceinture principale.

## Description
(10928) Caprara est un astéroïde de la ceinture principale. Il fut découvert le 25 janvier 1998 à Cima Ekar par Maura Tombelli et Giuseppe Forti. Il présente une orbite caractérisée par un demi-grand axe de 2,78 UA, une excentricité de 0,22 et une inclinaison de 8,7° par rapport à l'écliptique.

## Compléments